# Llista de peixos de Lituània

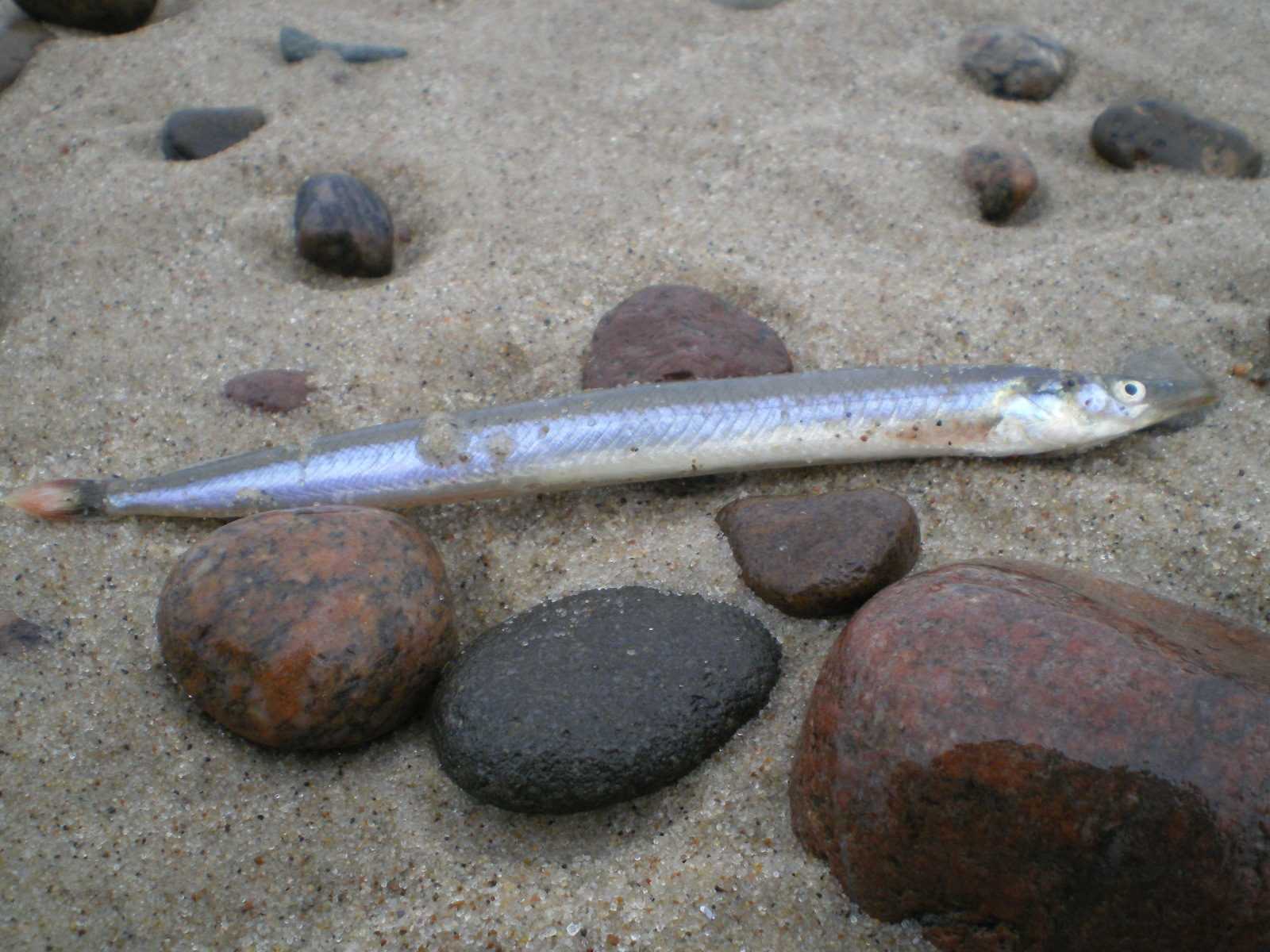
Trencavits (Ammodytes tobianus)

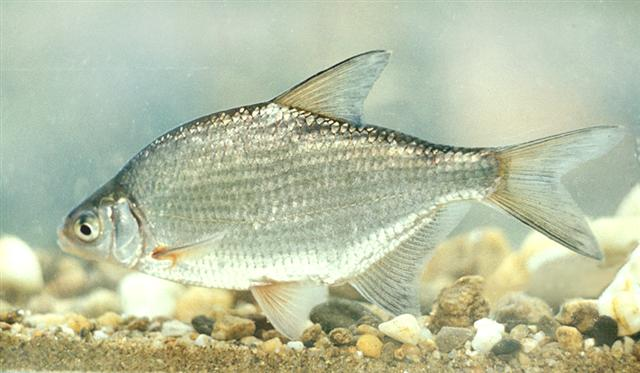
Blicca bjoerkna

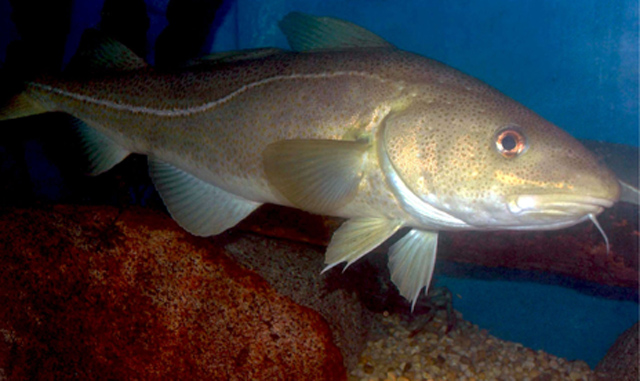
Bacallà de l'Atlàntic (Gadus morhua)

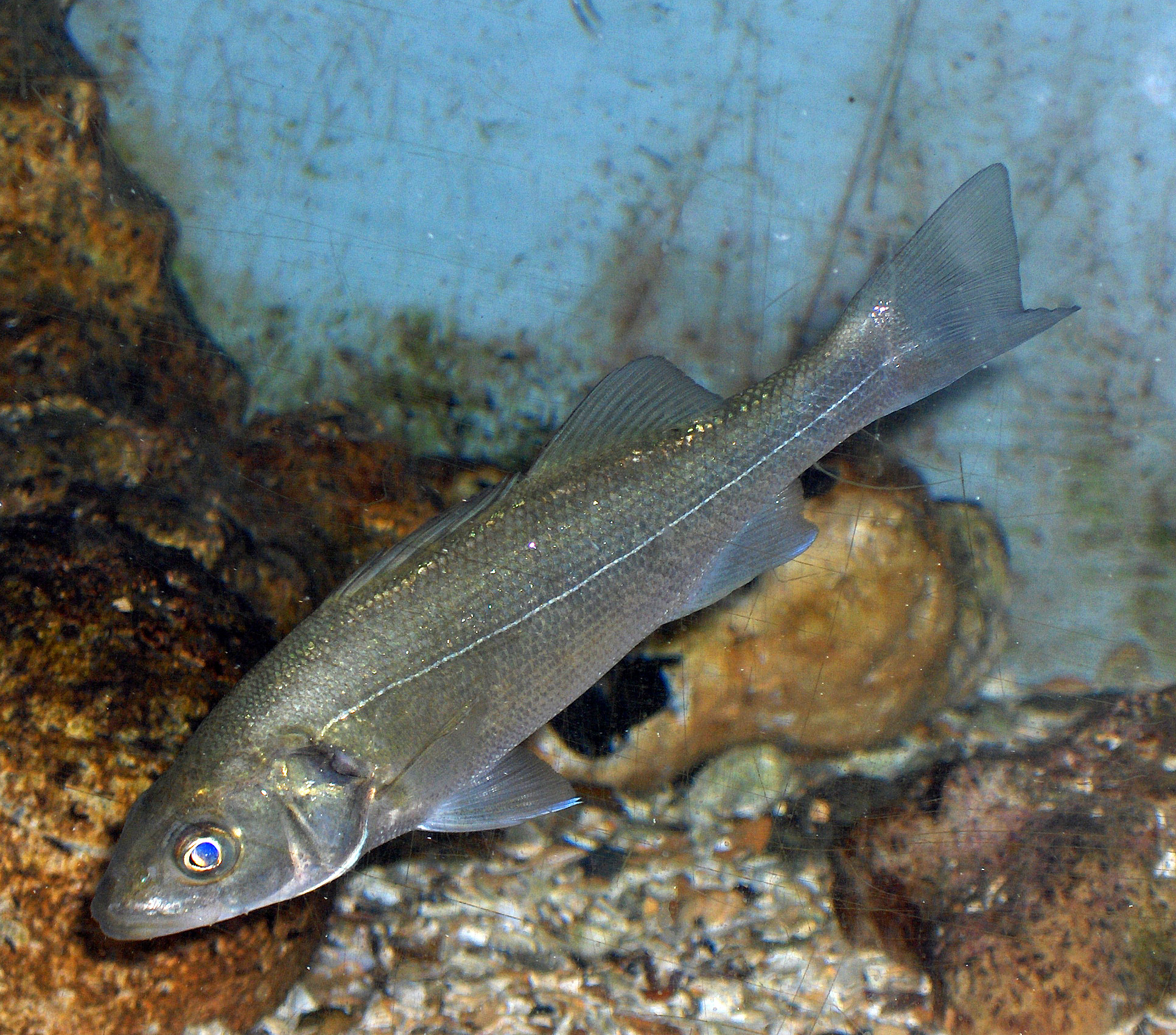
Llobarro (Dicentrarchus labrax)

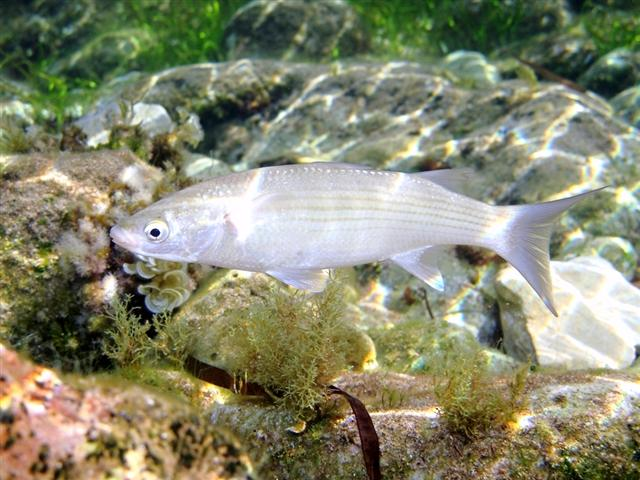
Llissa vera (Chelon labrosus)

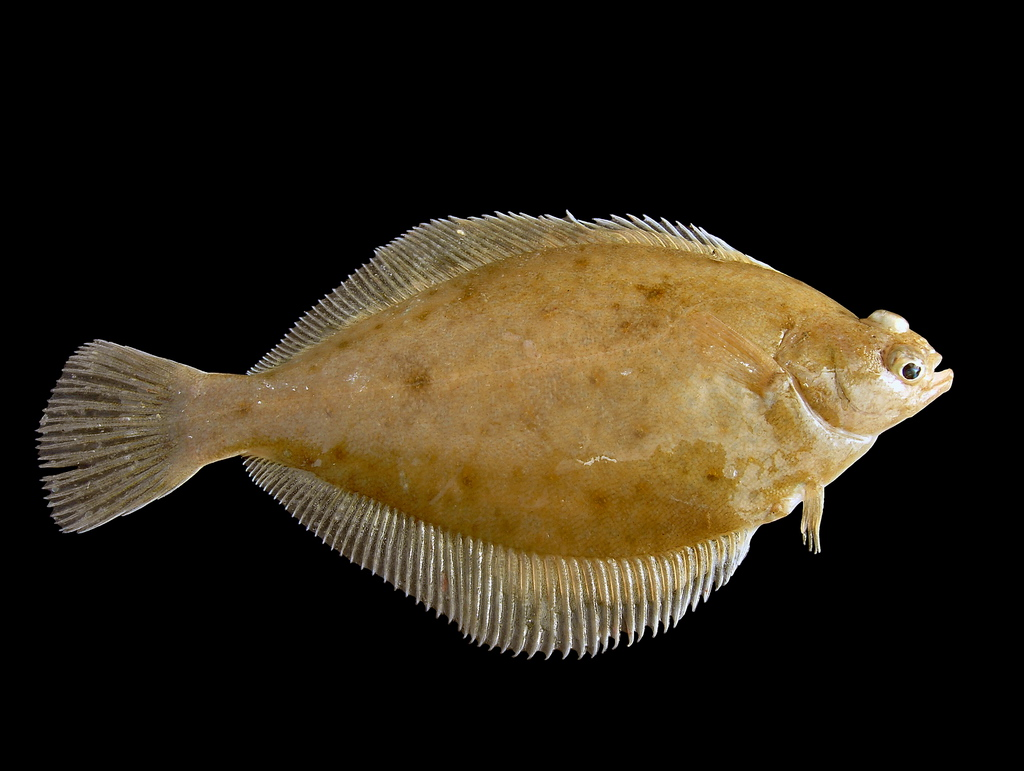
Limanda (Limanda limanda)

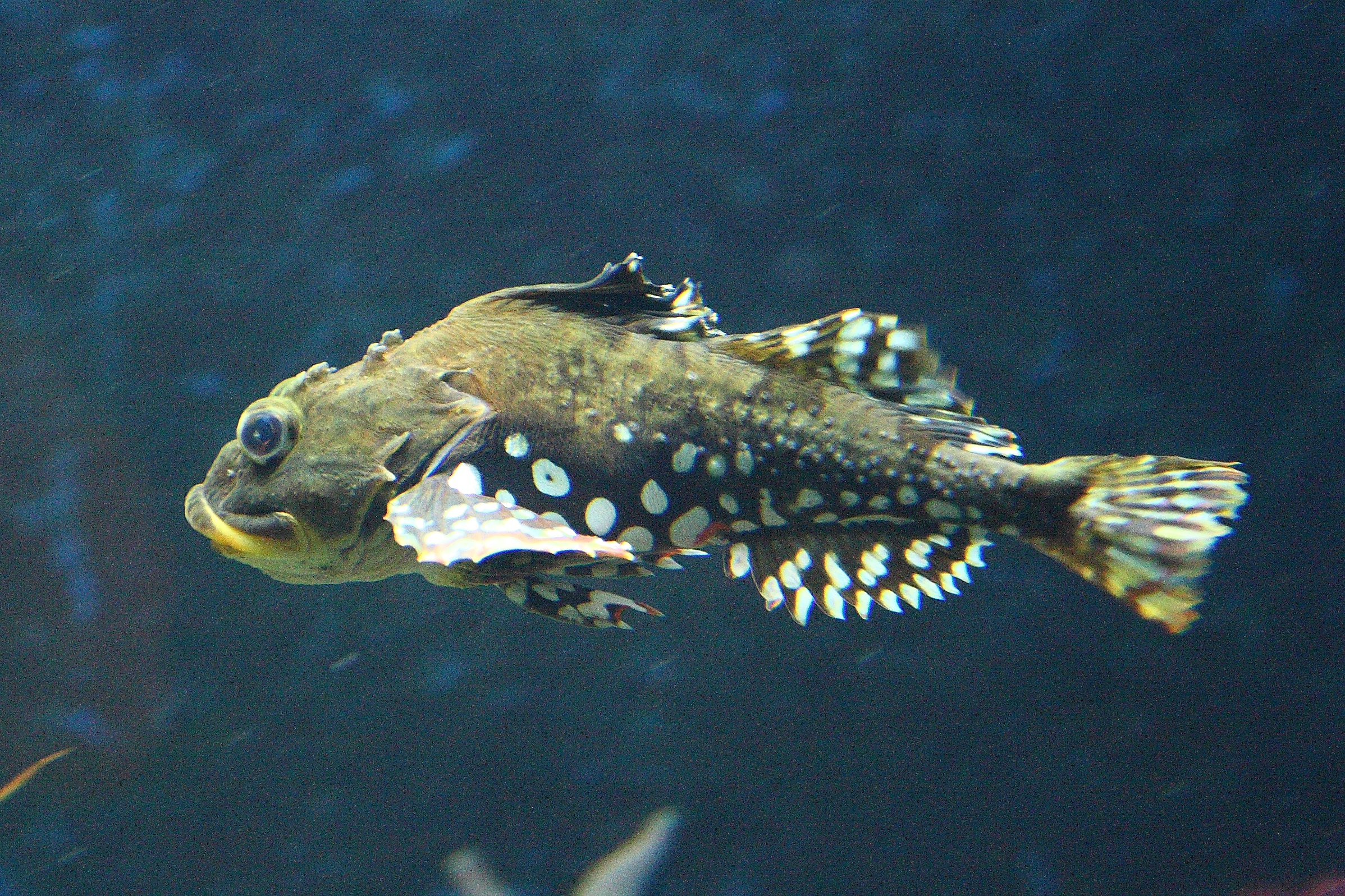
Escorpí de mar d'espines curtes (Myoxocephalus scorpius)

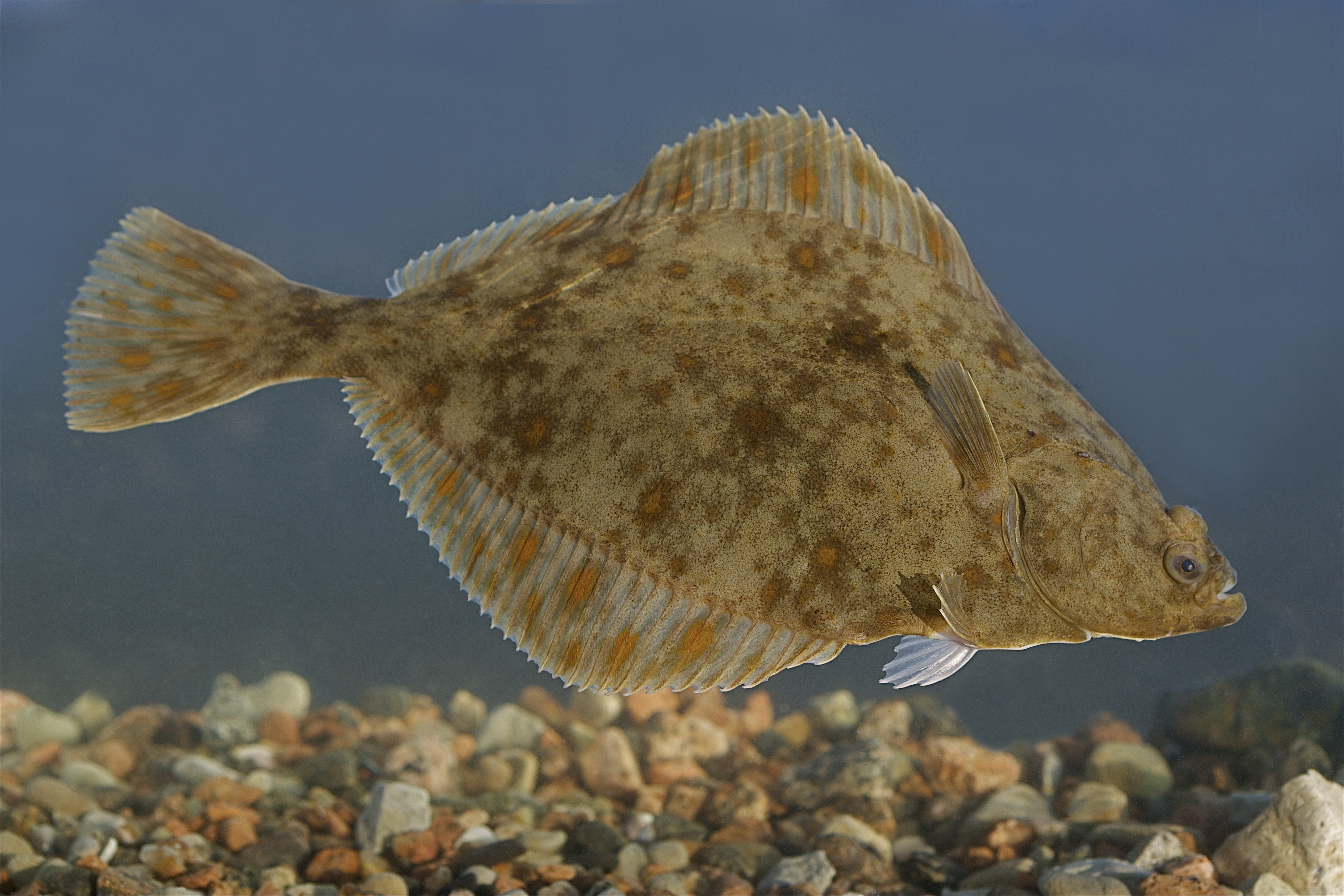
Rèmol de riu (Platichthys flesus)

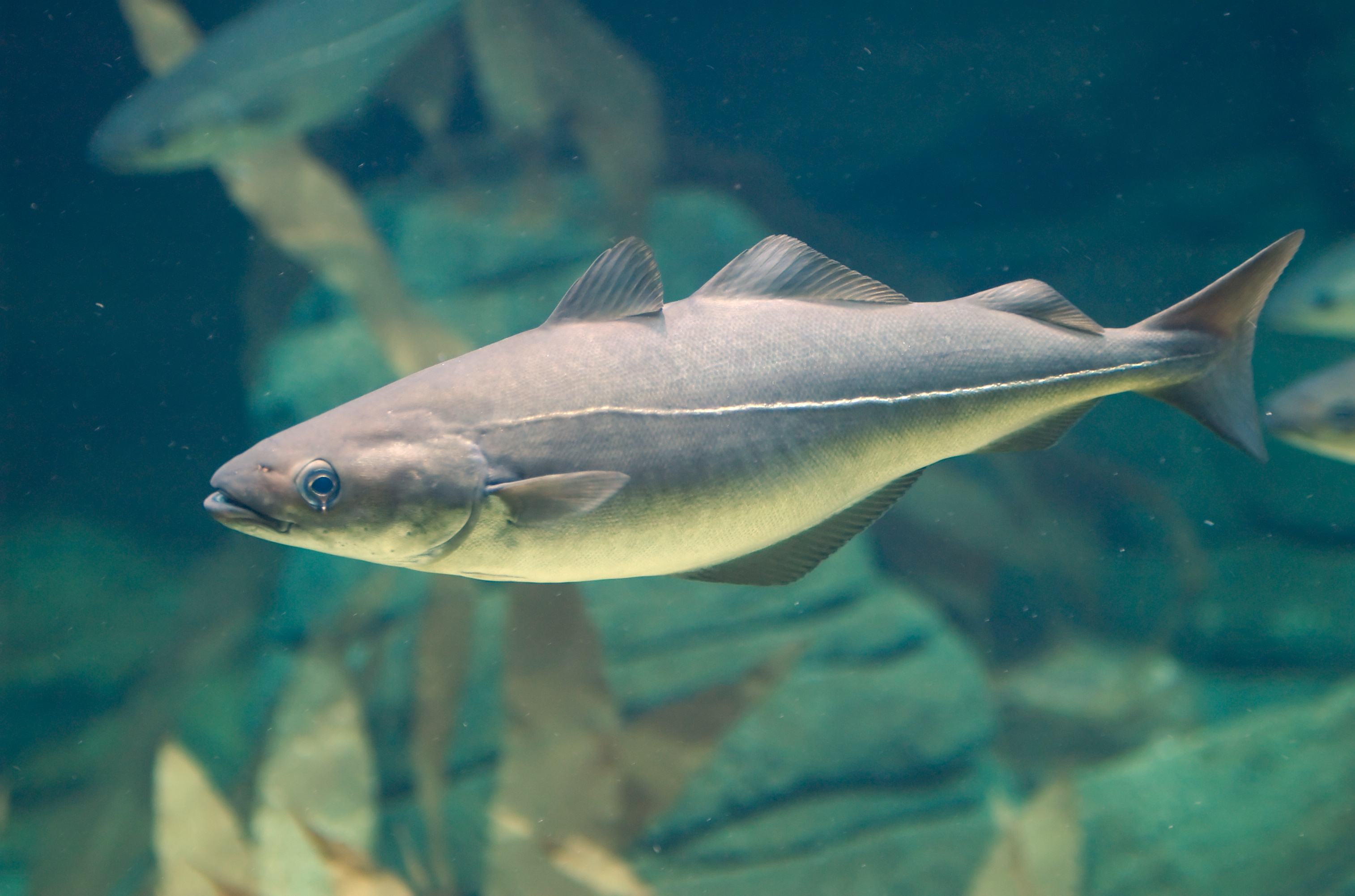
Peix carboner (Pollachius virens)

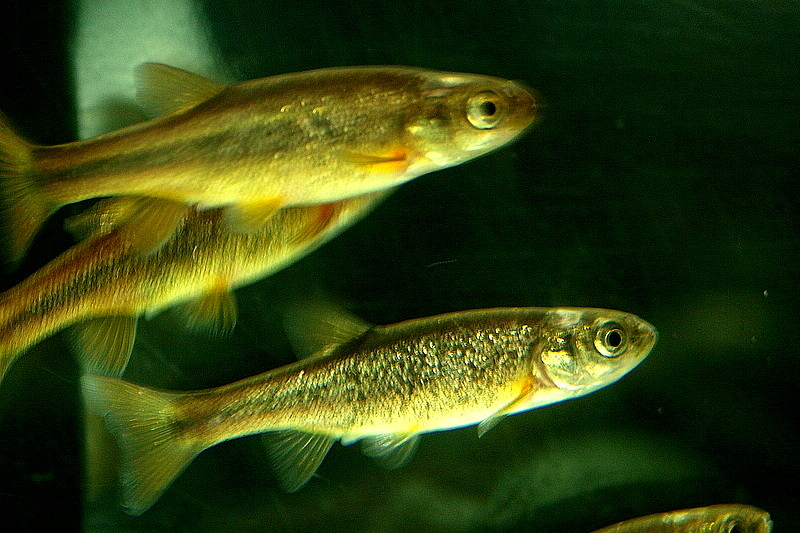
Rhynchocypris percnurus

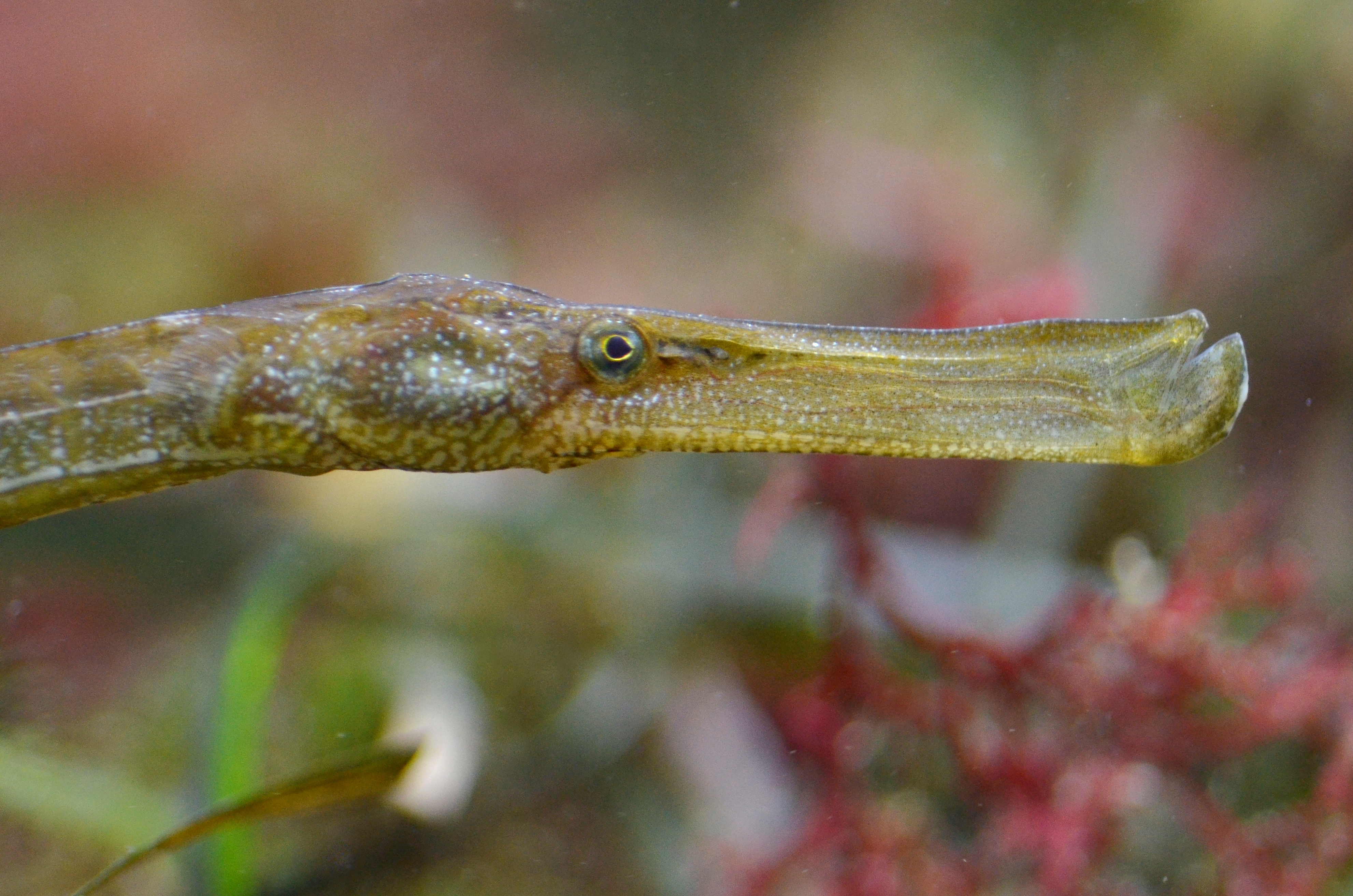
Serpentí (Syngnathus typhle)

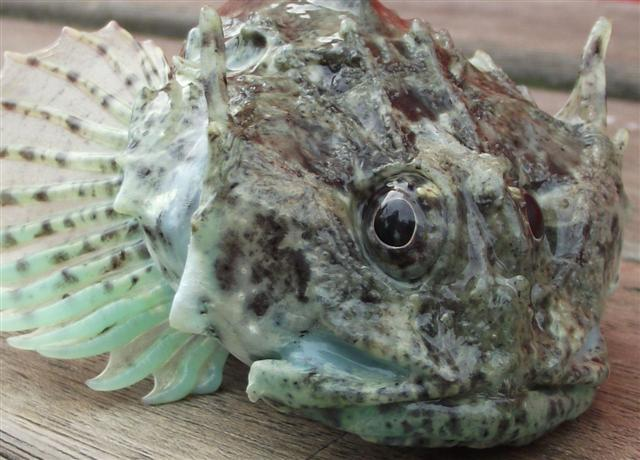
Escorpí de mar d'espines llargues (Taurulus bubalis)

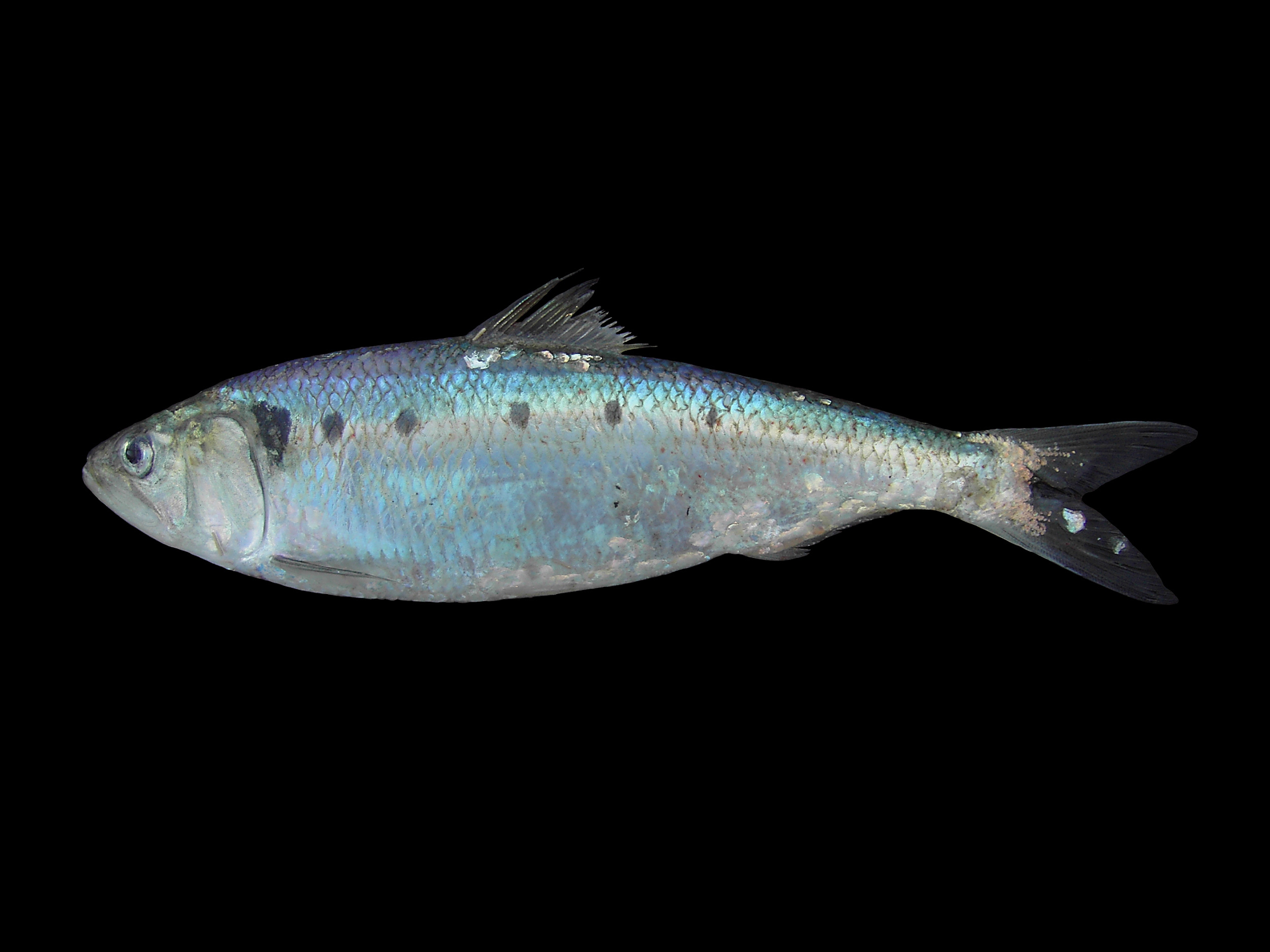
Alosa fallax

Aquesta llista de peixos de Lituània -incompleta- inclou 97 espècies de peixos que es poden trobar a Lituània ordenades per l'ordre alfabètic de llur nom científic.

## A
- Abramis brama
- Acipenser baerii
- Acipenser gueldenstaedtii
- Acipenser ruthenus
- Acipenser sturio
- Alburnoides bipunctatus
- Alburnus alburnus
- Alosa fallax
- Ammodytes tobianus
- Anguilla anguilla

## B
- Ballerus ballerus
- Barbatula barbatula
- Barbus barbus
- Barbus meridionalis
- Belone belone
- Blicca bjoerkna

## C
- Carassius auratus
- Carassius carassius
- Carassius gibelio
- Chelon labrosus
- Clupea harengus
- Cobitis taenia
- Coregonus albula
- Coregonus oxyrinchus
- Coregonus pidschian
- Cottus gobio
- Cottus microstomus
- Cottus poecilopus
- Cyclopterus lumpus
- Cyprinus carpio

## D
- Dicentrarchus labrax

## E
- Esox lucius
- Eudontomyzon mariae

## G
- Gadus morhua
- Gasterosteus aculeatus
- Gobio gobio
- Gobius niger
- Gobiusculus flavescens
- Gymnocephalus cernua

## H
- Hyperoplus lanceolatus

## L
- Lampetra fluviatilis
- Lampetra planeri
- Lepomis gibbosus
- Leucaspius delineatus
- Leuciscus aspius
- Leuciscus idus
- Leuciscus leuciscus
- Limanda limanda
- Liparis liparis
- Lophius piscatorius
- Lota lota
- Lumpenus lampretaeformis

## M
- Melanogrammus aeglefinus
- Micropterus salmoides
- Misgurnus fossilis
- Myoxocephalus quadricornis
- Myoxocephalus scorpius

## N
- Neogobius melanostomus
- Nerophis ophidion

## O
- Oncorhynchus mykiss
- Osmerus eperlanus

## P
- Pelecus cultratus
- Perca fluviatilis
- Petromyzon marinus
- Pholis gunnellus
- Phoxinus phoxinus
- Platichthys flesus
- Pleuronectes platessa
- Pollachius virens
- Pomatoschistus microps
- Pomatoschistus minutus
- Pungitius pungitius

## R
- Rhodeus amarus
- Rhynchocypris percnurus
- Rutilus rutilus

## S
- Salmo salar
- Salmo trutta
- Salvelinus fontinalis
- Sander lucioperca
- Scardinius erythrophthalmus
- Scomber scombrus
- Scophthalmus maximus
- Scophthalmus rhombus
- Silurus glanis
- Solea solea
- Spinachia spinachia
- Sprattus sprattus
- Squalius cephalus
- Squalus acanthias
- Symphodus melops
- Syngnathus typhle

## T
- Taurulus bubalis
- Thunnus thynnus
- Thymallus thymallus
- Tinca tinca

## V
- Vimba vimba

## Z
- Zoarces viviparus[1]